# Aubria subsigillata
Aubria subsigillata és una espècie de granota que viu al Camerun, Guinea Equatorial, Gabon i, possiblement també, a Nigèria.